# Herb gminy Bakałarzewo
Herb gminy Bakałarzewo – symbol gminy Bakałarzewo.

## Wygląd i symbolika
Herb przedstawia na tarczy w polu czerwonym srebrnego łabędzia ze złotym dziobem i szponami, kroczącego w prawo, po jego obu stronach złote inicjały „M” i „R”, a pod nim złotą datę 1514. Herb nawiązuje do postaci Mikołaja Michnowicza Bakałarza herbu Łabędź, który otrzymał ziemie w okolicach Bakałarzewa od króla Zygmunta Starego 15 lipca 1514. 